# Chlamydoabsidia
Chlamydoabsidia är ett släkte av svampar. Chlamydoabsidia ingår i familjen Cunninghamellaceae, ordningen Mucorales, divisionen oksvampar och riket svampar.
|                 | Cunninghamella                            |
|                 |                                           |
| Chlamydoabsidia | \| \| Chlamydoabsidia padenii \| \| \| \| |
|                 | \| \| Chlamydoabsidia padenii \| \| \| \| |
|                 | Gongronella                               |
|                 |                                           |
|                 | Hesseltinella                             |
|                 |                                           |
|                 | Halteromyces                              |
|                 |                                           |
|                 | Chlamydoabsidia padenii                   |
|                 |                                           |

|  | Chlamydoabsidia padenii |
|  |                         |